# カンガルー・ジャック
『カンガルー・ジャック』（Kangaroo Jack）は、2003年に公開されたアメリカ合衆国のコメディ映画である。

## 概要
ニューヨークで暮らしていたチャーリーとその親友ルイスは、マフィアのボスのサルにオーストラリアまで物を届ける様に命じられる。その中身を見ると、五万ドルが入っていた。その金をオーストラリア内陸部に居るミスター・スミスに届けようと移動していた時に、偶然カンガルーを自動車で轢いてしまう。そのカンガルーが死亡したと思い込んでいた二人はルイスの赤いジャケットを着せて記念撮影していたが、突然カンガルーが動き出してジャケットを着たまま逃げ出してしまう。そのジャケットに五万ドルを入れていた事に気が付いて二人は慌てて後を追うが、中々追い付けない。

## キャスト
※括弧内は日本語吹き替え（特記がない限りソフト版）
- チャーリー・カーボン - ジェリー・オコンネル（落合弘治）
- ルイス・ブッカー - アンソニー・アンダーソン（桜井敏治）
- ジェシー - エステラ・ウォーレン（浅野まゆみ）
- フランキー・ロンバルド - マイケル・シャノン（三宅健太／機内上映版：平田広明）
- サル・マッジオ - クリストファー・ウォーケン（佐々木勝彦）
- アンナ・カーボン - ダイアン・キャノン（佐東夏江）
- ミスター・スミス - マートン・チョーカシュ（谷口節）
- ブルー - ビル・ハンター（渡部猛）
- ミスター・ジミー - デイヴィッド・ナグーンブーンジャラ（斎藤志郎）
- トミー - マリオ・ディ・レノ（田口昂）
- サルの部下 - トニー・ニコラコプロス（広瀬正志）
- カンガルー・ジャック（声） - アダム・ガルシア（小森創介）